# 喜田純鈴
喜田 純鈴（きた すみれ、2001年1月11日 - ）は、日本の元新体操選手。東京オリンピック日本代表選手。全日本新体操選手権個人総合優勝3回。

## 人物
- 2005年、両親が新体操競技経験者である事から、世界選手権出場経験を持つ中国出身の劉宇が香川県で指導する新体操クラブ「エンジェルRGカガワ日中」に入り、新体操を始める[3]。小学3年生時から全日本クラブチャイルド選手権で3連覇[4]。
- 2013年、坂出市立坂出中学校1年生時に出場した全日本新体操選手権大会の個人総合で準優勝、種目別フープとクラブで史上最年少優勝を達成。全日本選手権は本人、劉宇ともに経験を積むつもりで出場した大会であり、思わぬ好成績に驚いたと振り返っている[5]。日本体操協会から強化指定選手に指定され[4]、高松中央高等学校進学後、2016年冬から練習拠点をロシアに移した。
- 2017年、13期フェアリージャパン（新体操日本代表）に個人選手として選ばれる[2]。同年、世界新体操選手権初出場で決勝に進出した。イオン・カップ世界クラブ選手権で日本人トップの5位。
- 2018年に剥離骨折を患った影響で不振に陥り日本クラブ選手権で10位に沈み、世界選手権は怪我の影響で2種目にしかエントリーできなかった。しかし、その1か月後の日本選手権個人総合は初優勝を達成した[6]。
- 2019年、香川県に練習拠点を戻し、再び劉宇の指導を仰ぐようになる[7]。大学は国士舘大学に進学。同年と2020年の日本選手権を優勝し、3連覇を達成。
- 2021年のオリンピック代表選手選考会でも1位となり、東京オリンピック日本代表に決定した。東京オリンピックは予選の演技で92.800点を記録して11位となり、決勝進出の10位以内に僅かに0.300点及ばなかった。

## 競技成績

### 2013年
- 全日本新体操選手権 種目別 フープ、クラブ 1位（史上最年少での優勝）[8]
- 全日本新体操選手権 個人総合 2位[9]
- 全日本ジュニア新体操選手権 個人総合 1位[10]

### 2014年
- 全日本ジュニア新体操選手権 個人総合 1位[11]

### 2015年
- 全日本ジュニア新体操選手権 個人総合 1位[12]

### 2016年
- アジアジュニア選手権 個人総合 1位

### 2017年
- アジア新体操選手権 個人総合 4位[13]
- 第35回世界新体操選手権 個人総合 12位[14]
- 世界クラブ選手権 個人総合5位

### 2018年
- 全日本新体操選手権 種目別 総合1位（70.800点）[15]

### 2019年
- 全日本クラブ選手権 個人総合1位
- 全日本新体操選手権 個人総合1位 種目別フープ1位、ボール1位

### 2020年
- グラシアカップ 個人総合6位 種目別ボール3位[16]
- 全日本新体操選手権 個人総合1位、種目別フープ1位、ボール1位、クラブ1位、リボン1位
- 全日本学生新体操選手権大会 個人総合1位

### 2021年
- ワールドカップバクー大会 個人総合18位（88.650）
- 東京オリンピック代表選考会 個人総合1位
- 東京オリンピック個人総合11位（92.800）
- 第38回世界新体操選手権 個人総合 8位

## メディア出演

### 2015年
| 番組名            | 放送局     | 放送日時 |
| ----------------- | ---------- | -------- |
| ミライ☆モンスター | フジテレビ | 4月19日  |

### 2016年
| 番組名                 | 放送局     | 放送日時          |
| ---------------------- | ---------- | ----------------- |
| 上田晋也の日本メダル話 | 日本テレビ | 1月8日（9日未明） |

### 2017年
| 番組名         | 放送局 | 放送日時 |
| -------------- | ------ | -------- |
| アスリートの魂 | NHK    | 7月22日  |